# Trost
Trost ist zwischenmenschliche Zuwendung an jemanden, der trauert oder anderen seelischen bzw. körperlichen Schmerz zu ertragen hat. Diese Person wird getröstet. Trost kann durch Worte, Gesten und Berührung gespendet werden. Der Schmerz und die Traurigkeit des Getrösteten sollen gelindert werden; er soll spüren, dass er nicht allein gelassen ist; seine seelische Verfassung soll gestärkt werden.

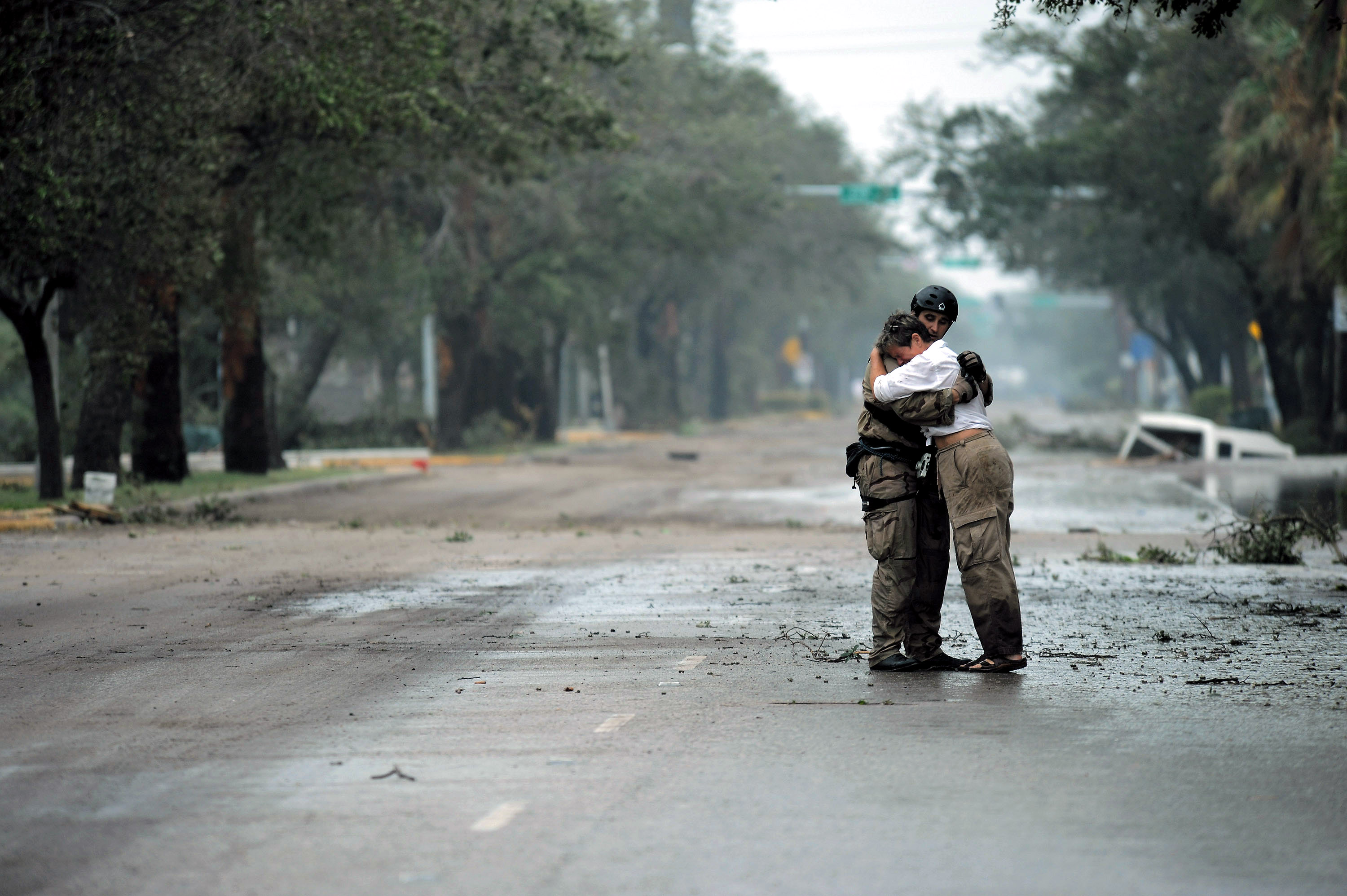
Fallschirmspringer tröstet ein Opfer des Hurrikans Ike

Das Wort Trost (entstanden im Althochdeutschen im 8. Jahrhundert) hängt etymologisch mit dem indogermanischen Wortstamm treu zusammen und bedeutet Festigkeit, auch seelischer Halt, Zuversicht und Ermutigung im Leid.
Das griechische Wort für „Trost“ (parēgoriá) bedeutet auch Zuspruch, Ermahnung, Ermutigung.

## Consolatio
Consolatio ist lateinisch für 'Trost' und 'Trostschrift'. Trostschriften als „praktisch-philosophische Anleitungen, Trauer zu bewältigen und zu lindern“ gab es sowohl in der Antike in Gedichtform (z. B. als Zuspruch für die Überlebenden in Statius' Silvae) als auch in Prosaform (etwa von Seneca). Bekannt wurde die spätantike Schrift von Boethius: Consolatio Philosophiae (Der Trost der Philosophie). In der Literaturwissenschaft wird diese Gattung als Konsolationsliteratur bezeichnet. Sie wurde in christlicher Zeit übernommen und ausgebaut. In hoher literarischer Qualität geschah das bereits im 12. Jahrhundert in der philosophischen Consolatio de morte amici des Benediktiners Laurentius von Durham.

## Jüdischer und Christlicher Kontext
Im Tanach ist die Erfahrung des Trostes, den Gott schenkt, ein wichtiges Motiv, denn darin kommt zum Ausdruck, dass Gott Anteil nimmt am Schicksal seines Volkes und am Leid der Menschen. Dies gilt besonders für die exilische Zeit. Der zweite Teil des Buchs Jesaja (40–66) wird als das 'Trostbuch' bezeichnet. Bekannt ist die prägnante Vertonung Comfort ye my people im Messias von Georg Friedrich Händel (1742). Der tröstende Gott ist bei Jesaja mit weiblichen Attributen vorgestellt, der Trost der Mutter für ihr Kind ((Jes 49,14f ), (Jes 66,11-13 )).
Daran wird christlich im Neuen Testament angeknüpft und Tröster mit parakletos (Paraklet, der Herbeigerufene) übersetzt, ein Ausdruck, der den zur Unterstützung herbeigerufenen Beistand meint. Tröster in diesem Sinn ist im Johannes-Evangelium (Joh 14,16 ) der Heilige Geist, der die Jünger Jesu nach dessen Abschied und Himmelfahrt bis zu seiner Wiederkunft trösten soll.
Bei Paulus findet sich die Gottesbezeichnung „der Gott allen Trostes“ (2 Kor 1,3 ). Gott selbst erscheint hier als derjenige, der die Kraft schenkt, Leiden (speziell Verfolgung um des Glaubens willen) durchzustehen. Paulus sieht das Leiden des Christen als Mitleiden mit Christus und genau darin den Trost ((2 Thess 2,16 )); Christi Auferstehung ist Trost in der Verfolgung ((1 Thess 4,13-18 )).
In der Apostelgeschichte wird ein Josef erwähnt, der „Barnabas genannt wurde – was übersetzt heißt: Sohn des Trostes …“ (Apg 4,36 ).
Viele Christen beziehen in schweren Zeiten Trost und Ermutigung aus ihrem Glauben. Das Beten oder Rezitieren von Psalmversen gibt Halt und Kraft. Am Sterbebett werden oft Bibelverse gelesen. Der Psalm 23 („Der Herr ist mein Hirte“) ist der bekannteste.
Für reformierte Christen ist die erste Frage aus dem Heidelberger Katechismus von Bedeutung:
„Was ist dein einziger Trost im Leben und im Sterben?“ Die Antwort lautet: „Daß ich mit Leib und Seele im Leben und im Sterben nicht mir, sondern meinem getreuen Heiland Jesus Christus gehöre …“ und wichtig ist der Hinweis auf (Jesaja 66,13 ) „Wie einen, den seine Mutter tröstet, so werde ich euch trösten, und getröstet werdet ihr in Jerusalem“ So verspricht es Gott seinem Volk Israel.
Eine Schlüsselrolle im Prozess der Unterscheidung der Geister in den Geistlichen Übungen des Ignatius von Loyola spielt die Unterscheidung von Trost und Trostlosigkeit (oder: Misstrost). Die Erfahrung von Trost oder Trostlosigkeit ist hier die Weise, wie sich Gott dem Menschen in Gebet und Meditation mitteilt, um den Betenden erkennen zu lassen, was mehr (also immer komparativ, nicht absolut) zu dem führt, was Gottes Willen entspricht oder zu Gott führt. In dieser Funktion des Trostes / Misstrostes in der geistlichen Entscheidungsfindung besteht die eigentliche Innovation der Exerzitien des Ignatius.

„Ich nenne es ‚Trost‘, wenn in der Seele eine innere Regung verursacht wird, bei der die Seele anfängt, in Liebe zu ihrem Schöpfer und Herrn zu entbrennen und folglich kein geschaffenes Ding auf dem Angesicht der Erde mehr in sich zu lieben vermag, sondern nur im Schöpfer von all dem. (...) Ich nenne ‚Trostlosigkeit‘ alles, was der dritten Regel entgegengesetzt ist, wie Verfinsterung der Seele, Verwirrung in ihr, Hinneigung zu den niederen und irdischen Dingen, Unruhe durch verschiedene Gemütsbewegungen und Versuchungen, die zu Unglauben bewegen, ohne Hoffnung, ohne Liebe, wobei sich die Seele ganz träge, lau, traurig und wie von ihrem Schöpfer und Herrn getrennt erfährt. Denn wie der Trost der Trostlosigkeit entgegengesetzt ist, so sind auch die Gedanken, die vom Trost ausgehen, den Gedanken entgegengesetzt, die aus der Trostlosigkeit entstehen.“

Geistlicher Trost ist hier also nicht nur als ein Gefühl zu verstehen, sondern als eine Erfahrung des Begleitet-Seins und der Bewegung auf Gott hin, die sehr vorsichtig beobachtet und nur zurückhaltend beurteilt werden soll.

## Redewendungen und Zitate
- du bist nicht ganz bei Trost = du bist wohl verrückt
- sich mit etwas oder jemandem trösten = sich Ersatz für eine verlorene Sache oder eine verlorene Person suchen
- Trostpreis = eine kleine Entschädigung für jemanden, der bei einem Wettbewerb keinen Preis erhalten hat
- Trostpflaster = kleinere Entschädigung für einen Verlust, eine Benachteiligung oder einen Misserfolg
- jemanden vertrösten = jemandem etwas von ihm Ersehntes erst für die weitere Zukunft in Aussicht stellen
- Trost spenden = Anteilnahme entgegenbringen
- Als trostlos bezeichnet man eine aussichtslose Lage oder eine öde Gegend.
- „Wer nie gelitten hat, weiß auch nicht, wie man tröstet“, Dag Hammarskjöld (1905–1961), schwedischer Politiker, UN-Generalsekretär